# Hydrobiidae
Famille
Les Hydrobiidae sont une famille composée de petits mollusques gastéropodes vivant en eau douce et en eau saumâtre. Cette famille comprend plus de 1 200 espèces.

## Liste des genres
Selon World Register of Marine Species (8 octobre 2015) :
- genre Agrafia Szarowska & Falniowski, 2011
- genre Akiyoshia Kuroda & Habe, 1954
- genre Alzoniella Giusti & Bodon, 1984
- genre Anatolidamnicola Şahin, Koca & Yildirim, 2012
- genre Andrusovia Brusina in Westerlund, 1903
- genre Antillobia Altaba, 1993
- genre Arganiella Giusti & Pezzoli, 1980
- genre Austropyrgus Cotton, 1942
- genre Avenionia Nicolas, 1882
- genre Baglivia Brusina, 1892 †
- genre Balkanica Georgiev, 2011
- genre Balkanospeum Georgiev, 2012
- genre Bania Brusina, 1896 †
- genre Beddomeia Petterd, 1889
- genre Belgrandia Bourguignat, 1870
- genre Belgrandiella A. J. Wagner, 1928
- genre Beogradica Pavlović, 1927 †
- genre Boetersiella Arconada & Ramos, 2001
- genre Boleana Radoman, 1983
- genre Brasovia Neubauer, Kroh, Harzhauser, Georgopoulou, Mandic, 2015 †
- genre Bythiospeum Bourguignat, 1882
- genre Caspia Clessin & W. Dybowski, 1887
- genre Caspiohydrobia Starobogatov, 1970
- genre Cavernisa Radoman, 1978
- genre Chirgisia Glöer, Boeters & Pešić, 2014
- genre Cincinnatia Pilsbry, 1891
- genre Coelacanthia Andrusov, 1890 †
- genre Corbellaria Callot-Girardi & Boeters, 2012
- genre Corrosella Boeters, 1970
- genre Daphniola Radoman, 1973
- genre Devetakia Georgiev & Glöer, 2011
- genre Didacus Delicado, Machordom & Ramos, 2015
- genre Ecrobia Stimpson, 1865
- genre Euxinipyrgula Sitnikova & Starobogatov, 1999
- genre Floridobia F. G. Thompson & Hershler, 2002
- genre Fluvidona Iredale, 1937
- genre Fonscochlea Ponder, Hershler & Jenkins, 1989
- genre Gloeria Georgiev, Dedov & Cheshmedjiev, 2012
- genre Goniochilus Sandberger, 1875 †
- genre Graecoanatolica Radoman, 1973
- genre Graziana Radoman, 1975
- genre Grossuana Radoman, 1983
- genre Guadiella Boeters, 2003
- genre Gyromelania Wenz, 1939 †
- genre Hadziella Kuščer, 1932
- genre Hauffenia Pollonera, 1898
- genre Heterocyclus Crosse, 1872
- genre Horatia Bourguignat, 1887
- genre Hydrobia Hartmann, 1821
- genre Iglica A. J. Wagner, 1928
- genre Insignia Angelov, 1972
- genre Iraklimelania Willmann, 1981 †
- genre Isimerope Radea & Parmakelis, 2013
- genre Islamia Radoman, 1973
- genre Iverakia Glöer & Pešić, 2014
- genre Jardinella Iredale & Whitley, 1938
- genre Jekeliella Bandel, 2010 †
- genre Josefus Arconada & Ramos, 2006
- genre Karucia Glöer & Pešić, 2013
- genre Kaskakia Glöer & Pešić, 2012
- genre Kerchia Bandel, 2010 †
- genre Kerkia Radoman, 1978
- genre Kolevia Georgiev & Glöer, 2015
- genre Lanzaia Brusina, 1906
- genre Lartetia Bourguignat, 1869
- genre Lisinskia Brusina, 1897 †
- genre Littoridinops Pilsbry, 1952
- genre Lutetiella Kadolsky, 2015 †
- genre Marstonia F. C. Baker, 1926
- genre Mercuria Boeters, 1971
- genre Meyrargueria Girardi, 2009
- genre Microbeliscus Sandberger, 1875 †
- genre Micromelania Brusina, 1874 †
- genre Microstygia Georgiev & Glöer, 2015
- genre Mikrogoniochilus Willmann, 1981 †
- genre Milesiana Arconada & Ramos, 2006
- genre Montenegrospeum Pešić & Glöer, 2013
- genre Motsametia Vinarski, Palatov & Glöer, 2014
- genre Muellerpalia Bandel, 2010 †
- genre Nematurella Sandberger, 1875 †
- genre Neohoratia Schütt, 1961
- genre Obrovia Radoman, 1974
- genre Odontohydrobia Pavlović, 1927 †
- genre Paludestrina d'Orbigny, 1840
- genre Parabythinella Radoman, 1973
- genre Parhydrobia Cossmann & Dollfus, 1913
- genre Peringia Paladilhe, 1874
- genre Petterdiana Brazier, 1896
- genre Phrantela Iredale, 1943
- genre Plagigeyeria Tomlin, 1930
- genre Pontobelgrandiella Radoman, 1978
- genre Pontohoratia Vinarski, Palatov & Glöer, 2014
- genre Pontohydrobia Badzoshvili, 1979 †
- genre Posticobia Iredale, 1943
- genre Probythinella Thiele, 1928
- genre Prososthenia Neumayr, 1869 †
- genre Pseudamnicola Paulucci, 1878
- genre Pseudocaspia Starobogatov, 1972
- genre Pseudopaludinella Mabille, 1877
- genre Pseudorientalia Radoman, 1983
- genre Pupiphryx Iredale, 1943
- genre Pyrgula de Cristofori & Jan, 1832
- genre Pyrgulopsis Call & Pilsbry, 1886
- genre Radomaniola Szarowska, 2006
- genre Rhodopyrgula Willmann, 1981 †
- genre Robicia Brusina, 1897 †
- genre Saccoia Brusina, 1893 †
- genre Sadleriana Clessin, 1887
- genre Salakosia Willmann, 1981 †
- genre Salenthydrobia Wilke, 2003
- genre Sarkhia Glöer & Pešić, 2012
- genre Scalimelania Wenz, 1939 †
- genre Sellia Raincourt, 1884
- genre Sivasi Şahin, Koca & Yildirim, 2012
- genre Socenia Jekelius, 1944 †
- genre Staja Brusina, 1897 †
- genre Stalioa Brusina, 1870 †
- genre Staliopsis Rzehak, 1893 †
- genre Strandzhia Georgiev & Glöer, 2013
- genre Sumia Glöer & Mrkvicka, 2015
- genre Tanousia Servain, 1881
- genre Tefennia Schütt & Yildirim, 2003
- genre Torosia Glöer & Georgiev, 2012
- genre Tournouerina Schlickum, 1971 †
- genre Turcorientalia Radoman, 1973
- genre Turricaspia B. Dybowski & Grochmalicki, 1915
- genre Vinodolia Radoman, 1973
- genre Vrazia Brusina, 1897 †
- genre Wuconcha Kang, 1983
- genre Xestopyrguloides Willmann, 1981 †
- genre Zeteana Glöer & Pešić, 2014
- non-classé Belchatovia Kadolsky & Piechocki, 2000 †
- non-classé Cyclothyrella Neubauer, Mandic, Harzhauser & Hrvatović, 2013 †
- non-classé Dianella Gude, 1913
- non-classé Graecamnicola Willmann, 1981 †
- non-classé Maeotidia Andrusov, 1890 †
- non-classé Marticia Brusina, 1897 †
- non-classé Martinietta Schlickum, 1974 †
- non-classé Microprososthenia Kadolsky & Piechocki, 2000 †
- non-classé Micropyrgula Polinski, 1929
- non-classé Pseudodianella Neubauer, Mandic, Harzhauser & Hrvatović, 2013 †
- non-classé Romania Cossmann, 1913 †